# Arrhenophagus albitibiae
Arrhenophagus albitibiae är en stekelart som beskrevs av Girault 1915. Arrhenophagus albitibiae ingår i släktet Arrhenophagus och familjen sköldlussteklar. Inga underarter finns listade.